# Morten Ågheim
Morten Ågheim (* 20. Juli 1980; † 8. Juni 2017 in Mo i Rana) war ein norwegischer Skispringer.

## Werdegang
Ågheim startete erstmals im November 1997 im Skisprung-Weltcup und konnte auf Anhieb einen 22. Rang belegen. Im weiteren Verlauf der Saison 1997/98 bekam er einige weitere Weltcupeinsätze, konnte sich jedoch erst in der Folgesaison 1998/99 fest im norwegischen Weltcupteam etablieren. Diese Saison sollte auch seine erfolgreichste im Weltcup werden. Er konnte mehrfach Plätze unter den besten zehn belegen und verpasste am 20. Dezember 1998 in Harrachov mit einem vierten Platz das Podest nur knapp. Am Ende der Saison konnte er einen 16. Platz im Gesamtweltcup belegen. In der nächsten Saison 1999/2000 ließ seine Form nach und er kämpfte stets um den Einzug in den zweiten Durchgang. Im Sommer 2000 nahm er erstmals am Sommer-Grand-Prix teil, konnte jedoch nur beim Springen am 14. August 2000 in Courchevel den zweiten Durchgang erreichen. Die Weltcupsaison 2000/01 verlief für Ågheim ähnlich erfolglos wie die vorhergehende. In der Saison 2001/02 trat er nur noch in einigen Springen des Continental Cups an und beendete danach seine aktive Karriere.
Mitte Juni 2017 gab Tom Aage Aarnes den Tod Ågheims bekannt. Er war verheiratet und hatte drei Kinder.

## Statistik

### Weltcup-Platzierungen
| Saison  | Skisprungwertung | Skisprungwertung | Skiflugwertung | Skiflugwertung | Gesamtwertung | Gesamtwertung |
| Saison  | Platz            | Punkte           | Platz          | Punkte         | Platz         | Punkte        |
| ------- | ---------------- | ---------------- | -------------- | -------------- | ------------- | ------------- |
| 1997/98 | 55.              | 033              | –              | –              | 60.           | 033           |
| 1998/99 | 14.              | 428              | –              | –              | 16.           | 424           |
| 1999/00 | 45.              | 046              | –              | –              | 45.           | 046           |
| 2000/01 | –                | –                | –              | –              | 73.           | 005           |

### Grand-Prix-Platzierungen
| Saison | Platz | Punkte |
| ------ | ----- | ------ |
| 1998   | 51.   | 003    |
| 2000   | 51.   | 007    |

### Continental-Cup-Platzierungen
| Saison  | Platz | Punkte |
| ------- | ----- | ------ |
| 1995/96 | 127.  | 017    |
| 1996/97 | 127.  | 060    |
| 2000/01 | 012.  | 487    |
| 2001/02 | 140.  | 057    |